# Двойной монохроматор
Двойной монохроматор — спектральный прибор, состоящий из двух монохроматоров, последовательно состыкованных таким образом, что выходное излучение первого монохроматора является входным излучением второго монохроматора (выходная щель первого монохроматора является входной щелью второго монохроматора). Последовательное использование двух монохроматоров позволяет достичь очень низкого уровня рассеянного света, а также увеличить дисперсию, получаемую на выходе второго монохроматора, почти в 2 раза.
Такие системы достаточно сложны в разработке и юстировке и поэтому стоят значительно дороже обычных одинарных монохроматоров.
Различают двойные монохроматоры со сложением дисперсии и с вычитанием дисперсии.